# Осама Аблгасем
Осама Аблгасем (Osama Ablgasem) — лівійський дипломат. Надзвичайний і Повноважний Посол Держави Лівія в Києві (Україна) (з 2023).

## Життєпис
З 2023 року — Надзвичайний і Повноважний Посол Держави Лівії в Києві (Україна).
10 січня 2023 року — вручив копії вірчіх грамот спеціальному представнику України з питань Близького Сходу та Африки Максиму Субху
20 січня 2023 року — вручив вірчі грамоти Президенту України Володимиру Зеленському